# Christophe Guiter
Pour les articles homonymes, voir Guiter.
Pas d'image ? Cliquez ici

a Compétitions nationales et continentales officielles uniquement.

Dernière mise à jour le 7 avril 2012.
Christophe Guiter, né le 11 février 1970 à Toulouse, est un joueur français de rugby à XV jouant au poste de talonneur. 

## Biographie
Avec le Stade toulousain Christophe Guiter remporte notamment trois titres de champion de France en 1994, 1995 et 1996. Il est le fils de Roger Guiter.

## Palmarès
- Coupe Frantz-Reichel :
  - Vainqueur (2) : 1989 et 1990
- Champion de France de première division :
  - Champion (3) : 1994, 1995 et 1996
- Coupe d'Europe :
  - Vainqueur (1) : 1996
- Challenge Yves du Manoir :
  - Vainqueur (1) : 1995